# Rollenverschlusswaffen von Heckler & Koch
Die Rollenverschlusswaffen von Heckler & Koch sind ein Waffensystem aus Pistolen, Maschinenpistolen, Schnellfeuergewehren und Maschinengewehren des Herstellers Heckler & Koch, die als gemeinsames technisches Merkmal über einen beweglich abgestützten Rollenverschluss verfügen.
Die Kombination aus Rollenverschluss und starrem Lauf ermöglichte die Konstruktion von Rückstoßladern mit hoher Präzision und guten Handhabungs- und Schusseigenschaften. Die deutsche Heckler & Koch erlangte durch die Verwendung dieses bis dahin wenig beachteten Funktionsprinzips ihre weltweite Bekanntheit.

## Entwicklungsgeschichte
Am Vorabend des Zweiten Weltkrieges entwickelte der Techniker und Spezialist für Serienfertigung im Blechprägeverfahren Werner Gruner das Konzept des beweglichen Rollenverschlusses für die Metall- und Lackwarenfabrik Johannes Großfuß bei Döbeln in Sachsen. Dieses Verschlusssystem eines Maschinengewehres wurde als Teil eines Entwurfes für ein Ausschreiben der Wehrmacht im Oktober 1937 von Großfuß eingereicht. Diese suchte im Februar desselben Jahres nach einem Nachfolgemodell für das MG 34. Das später als MG 42 bekannte Gewehr, setzte sich gegenüber den Prototypen der Rheinmetall-Borsig AG in Sömmerda und der Stübgen AG in Erfurt durch.
Der Ingenieur Werner Heynen aus Moers Stähle passte das Prinzip des beweglichen Rollenverschlusses im Auftrag der Mauser-Werke für die Versuchswaffe Mauser 06 H an. Diese sollte nach einigen Modifikationen als Mauser Schnellfeuerkarabiner 45 M bei der Wehrmacht eingeführt werden. Zu einer Serienfertigung ist es aufgrund des Kriegsendes jedoch nicht mehr gekommen. Zu der Gruppe um Heynen gehörte auch Ludwig Vorgrimler. Dieser arbeitete nach dem Krieg zunächst in Frankreich bei Manurhin, entwickelte dann jedoch in der spanischen Forschungs- und Entwicklungsstelle für Wehrmaterial CETME auf Basis des beweglich abgestützten Rollenverschlusses neue Waffen. Hierzu gehörten die ab 1956 bei Empresa Nacional gebauten Schnellfeuergewehre CETME A und CETME B (Modell 58) im Kaliber 7,62 × 51 mm CETME/NATO sowie ab ca. 1965 das CETME C im Kaliber 7,62 × 51 mm NATO.
Ursprünglich wollte die Bundesrepublik Deutschland Ende der fünfziger Jahre weiterhin auf das Schnellfeuergewehr G1 des belgischen Herstellers Fabrique Nationale (FN Herstal) setzen. Jedoch verweigerten die Belgier Deutschland eine Produktionslizenz. So sah man sich nach einer Alternative um, da man im eigenen Land produzieren wollte. Diese Alternative fand man in Form des Gewehrs von CETME.
1958 vergab CETME eine Produktionslizenz an die Nederland Wapens & Munitiefabrik de Kruithoorn BV, da es auf internationaler Ebene nicht gewünscht war, dass Deutschland wieder im großen Stil Waffen baute. Deutschland setzte sich allerdings am Ende durch, so dass die Produktionslizenz doch noch von Heckler & Koch erworben werden konnte.
In Zusammenarbeit zwischen CETME und Heckler & Koch wurde die Waffe technisch modernisiert und für die Patrone 7,62 × 51 mm NATO eingerichtet. Heckler & Koch wurde dann Alleinproduzent für dieses Gewehr, das als G3 bei der Bundeswehr eingeführt und in viele weitere Länder exportiert wurde.
In den folgenden Jahren wurden aus dieser Waffe bzw. nach diesem System weitere Gewehre sowie Pistolen, Maschinenpistolen und Maschinengewehre entworfen und produziert. Der Export erfolgte in rund 50 Länder und viele Länder erhielten zudem Produktionslizenzen. Mittlerweile findet man dieses Waffensystem überall auf der Welt.
Derzeit werden in Deutschland neben den Maschinenpistolen nur noch Scharfschützengewehre mit Rollenverschluss hergestellt. Um am Markt zu bestehen, müssen günstige Waffen angeboten werden. Dieses ist jedoch mit dem aufwändigen Rollenverschluss nicht zu gewährleisten.
Bei den ausländischen Lizenznehmern werden jedoch weiterhin Rollenverschlusswaffen der unten aufgeführten Typen gebaut. Für den deutschen Zivilmarkt werden diese Waffen zum Teil reimportiert und gemäß den deutschen Bestimmungen abgeändert. Bis 2002 machte der § 37 WaffG – bekannt als Anscheinsparagraph – umfangreiche Änderungen am Aussehen der Waffen nötig, die klar als Nicht-Kriegswaffe erkennbar sein mussten. Mittlerweile liegt der Schwerpunkt darauf, die Waffe nicht wieder in einen Vollautomaten umbauen zu können.

## Aufbau
Die Waffen sind durch die ausgiebige Verwendung von Blechprägeteilen gekennzeichnet, die eine schnelle, maschinell einfache und relativ günstige Herstellung der Gehäuseteile ermöglichte.
Frühe Gewehre waren dazu mit Holzschaft (Laufmantel und Kolben) ausgestattet. Heckler & Koch war jedoch ein Vorreiter bei der Verwendung von Kunststoffen im Waffenbau, und so fand man bald an allen Waffentypen Kunststoffkolben, Kunststofflaufmäntel und Kunststoffgriffe. Lediglich zivile Versionen wie das SL6 und SL7 behielten weiterhin einen Holzschaft. Bei Scharfschützengewehren wurde oft ein punzierter Holzgriff benutzt, da es hier nicht auf einfache Pflege, sondern auf ein bequemes und gleichmäßiges Schießen ankam.
Bei den Waffen dieses Waffensystems handelt es sich um Rückstoßlader mit beweglich abgestütztem Rollenverschluss. Dieser ist in Abhängigkeit von Kaliber und Verwendungszweck der Waffe etwas unterschiedlich aufgebaut.
Während viele der einfachen Schnellfeuergewehre mit kaltgehämmerten, verchromten Läufen ausgestattet waren, wurden bei Scharfschützenwaffen und einigen Ausführungen von Schnellfeuergewehren und Maschinengewehren Polygonläufe eingesetzt. Diese weisen kein Zug-/Feldprofil auf. Das Innenprofil ist so aufgebaut, als wenn ein Vieleck (meist Sechseck) mit abgerundeten Kanten durch den Lauf gezogen und dabei um seine Achse gedreht worden wäre. Dadurch ist der Lauf sehr glatt und frei von Ecken und Kanten. So kann weder das Profil abgenutzt werden, noch können sich größere Ablagerungen bilden. Der Lauf ist also einfacher zu reinigen und behält länger seine Präzision.
Später gefertigte Ausführungen konnten nicht nur auf Einzel- und Dauerfeuer, sondern auch auf 3-Schuss-Feuerstöße eingestellt werden. Die meisten Gewehre waren ohne weitere Modifikationen oder Umbauten zum Abschuss von Gewehrgranaten geeignet, sofern sie einen Mündungsfeuerdämpfer montiert hatten.
Für die Gewehre waren als Zubehör Bajonett und Kleinkaliber-Einstecklauf verfügbar. Sie waren ebenfalls mit zusätzlichen optischen Visiereinrichtungen (Zielfernrohr, Nachtsichtgerät) und Zweibein auszustatten. Die Polizei übte mit einer Vorrichtung bei der durch die Abzugsbetätigung eine Kamera an der Waffe ausgelöst wurde. So konnte man auch bei Übungen mit lebenden Personen prüfen, ob ein Treffer erzielt worden wäre.
Die Schnellfeuergewehre bestanden aus 6 Baugruppen:
- Gehäuse und Lauf, Mündungsfeuerdämpfer, Ladeeinrichtung, Dioptervisier
- Verschluss
- Griffstück mit Abzug und Sicherung
- hinterer Gehäuseabschluss und Kolben/Schulterstütze, Puffereinrichtung
- Handschutz
- Magazin

Bei den Maschinengewehren ist der Lauf eine separate Baugruppe.
Die Waffen wurden in den Kalibern 7,62 × 51 mm NATO und 5,56 × 45 mm NATO hergestellt. Es gab jedoch auch Versionen für die Patrone 7,62 × 39 mm Soviet alias M43.
Die meisten Schnellfeuergewehre dieses Systems sind mit dem Heckler & Koch 40 × 46 mm Anbaugranatwerfer HK79 zur Version „TGS“ umrüstbar. Dabei befindet sich unter dem Vorderschaft das Abschussrohr für die 40-mm-Granaten.

## Visierung
Nachdem die ersten G 3 nur über eine klappbare Kimme verfügten, hat Heckler & Koch in der Folgezeit eine Reihe verschiedener Visierungen entwickelt. Bei den im Folgenden aufgeführten Waffen ist es in der Regel eine von drei verschiedenen Dioptervisierungen. Lediglich die Scharfschützengewehre sind teilweise für den ausschließlichen Einsatz mit Zielfernrohren ausgelegt.
Das Korn ist bei allen Versionen entweder vorne am Gehäuse oder aber an der Mündung angebracht und durch einen ringförmigen Metallring (Kornschutz) gegen Beschädigung geschützt.
Eine Ausführung der Kimme, die nur bei Maschinengewehren benutzt wird, besteht aus einer Metallplatte mit Bohrung. Durch geriffelte Stellräder an beiden Seiten diese Platte kann die Platte angehoben/abgesenkt und so durch die Veränderung des Winkels zwischen Laufachse und Visierlinie an die Zielentfernung angepasst werden.
Bei den anderen Versionen ist ein Turm schräg gestellt. Er verfügt am oberen Rand entweder über eine Kimme und drei Diopterbohrungen oder aber über vier Diopterbohrungen. Die Bohrungen sind unterschiedlich hoch angebracht. Durch drehen des Turms kann man die Entfernung einstellen.
Für die Seitenverstellung musste der Diopter zur Seite hin verschoben werden. Hierfür war ein Schraubendreher zum Lösen einer Halteschraube notwendig.

## Feuerwahlschalter
Heckler & Koch hat eine große Auswahl an verschiedenen Abzugsgruppen produziert. Die Kennzeichnung besteht aus weißen und roten Buchstaben oder Ziffern oder aber aus Symbolen, welche ein bzw. mehrere Projektile darstellen. Bei der Symboldarstellung bedeuten 7 Projektile Dauerfeuer. „Gesichert“ wird immer durch weiße Farbe dargestellt, Rot zeigt je nach Kennzeichnung „Einzelfeuer“, „Feuerstoß“ (2 oder 3 Schuss) oder „Dauerfeuer“ an.
Bei der Kennzeichnung mit Buchstaben steht S für Sicher, E oder EF für Einzelfeuer und F für Dauerfeuer. Bei der numerischen Kennzeichnung steht S für Sicher, 1 für Einzelfeuer und 20 oder 25 für Dauerfeuer. Abzugsgruppen werden im Sprachgebrauch auch als 0-1-2 oder 0-1-3 bezeichnet, wenn sie nur Einzelfeuer und Feuerstöße abgeben können. Diese Abzugsgruppen gibt es aber auch kombiniert mit einer Dauerfeuereinrichtung. Entgegen verschiedenen Quellen gibt es nur eine Navy-Abzugsgruppe. Diese schießt Einzel- und Dauerfeuer.
Einige Versionen, z. B. die der Polizei in Nordrhein-Westfalen, verfügen zur Absicherung gegen versehentliches Auslösen von Dauerfeuer auf der rechten Waffenseite über einen Druckknopf. Nur wenn dieser gedrückt wird, kann der Feuerwahlhebel auf Dauerfeuer gestellt werden.